# Saint-Pardoux-le-Vieux
Saint-Pardoux-le-Vieux är en kommun i departementet Corrèze i regionen Nouvelle-Aquitaine i de centrala delarna av Frankrike. Kommunen ligger  i kantonen Ussel-Ouest som tillhör arrondissementet Ussel. År 2022 hade Saint-Pardoux-le-Vieux 293 invånare.

## Befolkningsutveckling
Antalet invånare i kommunen Saint-Pardoux-le-Vieux
Referens:INSEE